# ケネス・ハワード・ライト
ケネス・ハワード・ライト（Kenneth Howard Wright、1953年5月10日 - ）は、オーストラリア・メルボルン出身（岡山県出身との記述もある）の元プロ野球選手（投手）。
NPBではケン・ライト (Ken Wright) と表記された。

## 来歴・人物
オーストラリア人の父親と日本人の母親との間に生まれ、オーストラリア国籍を持つ。生後間もなく両親が離婚、4歳時に母親と共に日本へ移住した。
岡山東商では1970年夏の甲子園に出場。この時は控えのため試合に出ることはなかった。翌1971年夏の甲子園ではエースとして出場し、岡山東商をベスト4に導いている。同期に内野手の岡義朗、一学年上に外野手の守岡茂樹がいる。
1971年のドラフトで阪急ブレーブスに4位指名され入団。しかし、2年間在籍して一軍に上がることができず、自ら退団を希望し1973年限りで引退して、母国のオーストラリアに帰国した。

## 詳細情報

### 年度別投手成績
- 一軍公式戦出場なし

### 背番号
- 51 （1972年 - 1973年）